# Zettemin
Zettemin es un municipio situado en el Distrito de los Lagos de Mecklemburgo, en el estado federado de Mecklemburgo-Pomerania Occidental (Alemania). Tiene una población estimada, a fines de enero de 2023, de 273 habitantes.
Forma parte de la mancomunidad de municipios (en alemán, amt) de Stavenhagen.